# Trivio Codola
Trivio Codola is een plaats (frazione) in de Italiaanse gemeente Castel San Giorgio.